# Jesse James (giocatore di football americano)
* solo in precampionato e/o in squadra di allenamento
Jesse James (McKeesport, 4 giugno 1994) è un giocatore di football americano statunitense che milita nel ruolo di tight end nella National Football League (NFL) e che è free agent.

## Carriera

### Pittsburgh Steelers
Dopo avere giocato al college a football a Penn, James fu scelto nel corso del quinto giro (160º assoluto) del Draft NFL 2015 dai Pittsburgh Steelers. Debuttò come professionista subentrando nel nono turno contro gli Oakland Raiders segnando subito un touchdown su una ricezione da 4 yard. La settimana successiva partì la prima volta come titolare. La sua stagione da rookie terminò con 56 yard ricevute in 8 presenze, di cui due come partente.

### Detroit Lions
Il 14 marzo 2019 James firmò un contratto quadriennale da 22,6 milioni di dollari con i Detroit Lions. Nella stagione 2019 scese in campo in tutte le 16 partite con 16 ricezioni per 142 yard. Il 12 marzo 2021 fu svincolato.

### Chicago Bears
Il 25 luglio 2021 James firmò un contratto annuale con i Chicago Bears.

### Cleveland Browns
Il 5 settembre 2022 James firmò con i Cleveland Browns. Dopo due presenze da riserva, fu spostato nella lista riserve/infortunati il 20 settembre 2022, non rientrando per l'intera stagione.

### New Orleans Saints
Il 31 maggio 2023 James firmò con i New Orleans Saints, ma non riuscì poi a rientrare nel roster attivo all'inizio della stagione e il 29 agosto 2023 fu svincolato.

### Las Vegas Raiders
L'8 novembre 2023 James firmò per la squadra di allenamento dei Las Vegas Raiders. Fu svincolato il 21 novembre.

## Statistiche

### Stagione regolare
| Stagione | Stagione | Stagione | Stagione | Ricezioni | Ricezioni | Ricezioni | Ricezioni | Ricezioni |     | Fumble | Fumble |
| Anno     | Squadra  | P        | PT       | Ricezioni | Ricezioni | Ricezioni | Ricezioni | Ricezioni |     | Fumble | Fumble |
| Anno     | Squadra  | P        | PT       | Ric       | Yard      | Media     | Max       | TD        | Fum | Persi  |        |
| -------- | -------- | -------- | -------- | --------- | --------- | --------- | --------- | --------- | --- | ------ | ------ |
| 2015     | PIT      | 8        | 2        | 8         | 56        | 7,0       | 20        | 1         | 0   | 0      |        |
| 2016     | PIT      | 16       | 13       | 39        | 338       | 8,7       | 24        | 3         | 0   | 0      |        |
| 2017     | PIT      | 16       | 14       | 43        | 372       | 8,7       | 32        | 3         | 0   | 0      |        |
| 2018     | PIT      | 16       | 7        | 30        | 423       | 14,1      | 51        | 2         | 0   | 0      |        |
| 2019     | DET      | 16       | 11       | 16        | 142       | 8,9       | 23        | 0         | 0   | 0      |        |
| 2020     | DET      | 16       | 7        | 14        | 129       | 9,2       | 31        | 2         | 0   | 0      |        |
| 2021     | CHI      | 14       | 9        | 7         | 62        | 8,9       | 19        | 1         | 0   | 0      |        |
| 2022     | CLE      | 2        | 0        | 0         | 0         | 0,0       | 0         | 0         | 0   | 0      |        |
| Totale   | Totale   | 104      | 63       | 157       | 1.522     | 9,7       | 51        | 12        | 0   | 0      |        |

Fonte: Football Database

In grassetto i record personali in carriera - Statistiche aggiornate alla stagione 2022